# Helder Freitas
Helder Freitas (* 4. April 1973 in Samalari, Baucau, Portugiesisch-Timor), Kampfname Kamarudin, ist ein osttimoresischer Politiker. Er ist Mitglied der Partidu Libertasaun Popular (PLP) und Koordinator der Partei in der Gemeinde Baucau.
Bei den Parlamentswahlen 2023 trat Freitas auf Platz 2 der Wahlliste der PLP an und gewann einen Sitz im Parlament. Im 6. Nationalparlament Osttimors ist er Mitglied des Ausschusses für Gesundheit, soziale Sicherheit und Gleichstellung der Geschlechter (Kommission F).